# Valter Klauson
Valter Klauson (russisch Вальтер Иванович Клаусон; * 20. Dezember 1913jul. / 2. Januar 1914greg. bei Luga; † 5. Dezember 1988 in Tallinn) war ein estnischer kommunistischer Politiker. Er war von 1961 bis 1984 Vorsitzender des Ministerrats der Estnischen SSR.

## Leben
Valter Klauson schloss 1933 die Technikschule für Autotransportwesen in Luga in der Oblast Leningrad ab. Von 1934 bis 1941 war er leitender Angestellter für Brücken-, Autobahn- und Eisenbahnbau in Russland. 1941, nach der Besetzung Estlands durch die Sowjetunion, arbeitete er als Chefmechaniker im Straßenbauamt der Estnischen Sozialistischen Sowjetrepublik. Während des Zweiten Weltkriegs diente er in der Roten Armee. 1943 trat er der KPdSU bei.
Von 1944 bis 1953 war Klauson leitender Mitarbeiter im Straßenbauamt der Estnischen SSR, 1953/54 Minister für Autotransporte und Überlandstraßen der Estnischen SSR und von 1953 bis 1961 Erster Stellvertretender Vorsitzender des Ministerrats der Estnischen SSR. 1965 schloss er die Höhere Parteischule des Zentralkomitees der KPdSU ab. Von 1956 bis 1984 war Klauson Mitglied des Zentralkomitees der Kommunistischen Partei Estlands (EKP).
Vom 12. Oktober 1961 bis 18. Januar 1984 war Klauson als Nachfolger von Aleksei Müürisepp Vorsitzender des Ministerrats der Estnischen SSR und damit kommunistischer Regierungschef Estlands. 1977 erregte Klauson kurze Zeit internationales Aufsehen mit seiner öffentlichen Aussage, der Lebensstandard der Estnischen SSR sei höher als in der Bundesrepublik Deutschland.
Von 1958 bis 1974 war Valter Klauson Mitglied des Obersten Sowjets der Sowjetunion sowie 1955 und von 1963 bis 1985 Abgeordneter des Obersten Sowjets der Estnischen SSR.
1984 zog sich Klauson aus Altersgründen aus dem politischen Leben zurück. Sein Nachfolger als Vorsitzender des Ministerrats der Estnischen SSR wurde Bruno Saul.

## Werke
- Rahva hüvanguks (1967)
- Loomeaastad (1977)
- Creative Years Tallinn: Perioodika (1978)